# Ratae Coritanorum
Ratae Corieltauvorum o semplicemente Ratae fu una città romana della provincia di Britannia. oggi è conosciuta come Leicester. situata nella contea inglese di Leicestershire.

## Etimologia

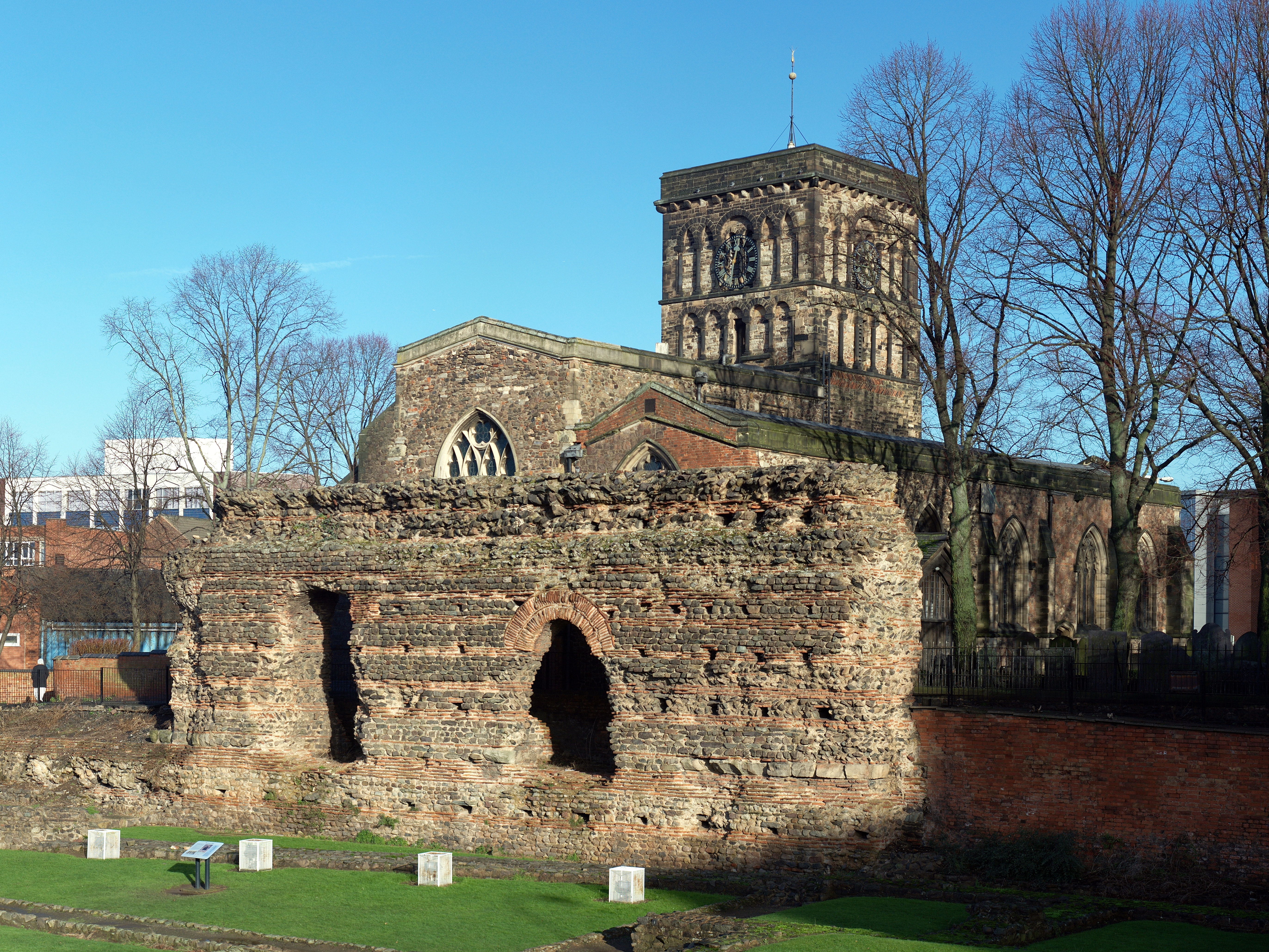
I resti di terme romane nel sito archeologico di Jewry Wall

Ratae è una forma latinizzata della parola brittonica "bastioni" (cf. gaelico irlandese rath), che suggerisce che il sito fosse un oppidum dell'età del Ferro. 
Questo nome generico viene distinto da Corieltauvorum ("dei Corieltauvi"), il nome di una tribù celtica  asservita a Roma. (La città fu erroneamente conosciuta come Ratae Coritanorum in cronache successive.
Un'iscrizione recuperata nel 1983 ha mostrato che "Corieltauvorum" fosse il nome appropriato).